# Эмине Ильхами
Эмине́ Ильхами (масри الاميره امينه هانم, тур. Emine İlhami), также Эмине́ Неджибе́ Ильхами (тур. Emine Necibe İlhami), Амина Ильхами (тур. Amina İlhami), Амина Ханим Эльхами (тур. Amina Hanım Elhami), Эмине́ Неджибе́ Ханим Кавала (тур. Emine Necibe Hanım Kavala), Эмине́ Ибрагим (тур. Emine Ibrahim, 24 мая 1858, Стамбул — 19 июня 1931, Стамбул) — египетская принцесса и член династии Мухаммеда Али, первая хедива Египта (1879—1892), жена хедива Тауфика-паши, валиде-паша при правлении своего сына Аббаса Хильми II (1892—1914).

## Биография
Эмине Ильхами родилась 24 мая 1858 года в Константинополе. Она была старшей дочерью принца Ибрагима Ильхами-паши. Доподлинно неизвестно кто был её матерью. Согласно разным источникам, матерью Эмины могут являться жена Мюнире-султан, наложницы Назрин Кадын и Парланта Кадын. У неё было две младшие сестры Зайнаб и Таухида. По отцу Эмине Ильхами была внучкой египетского паши Аббаса I и его наложницы Махивеч Ханим.

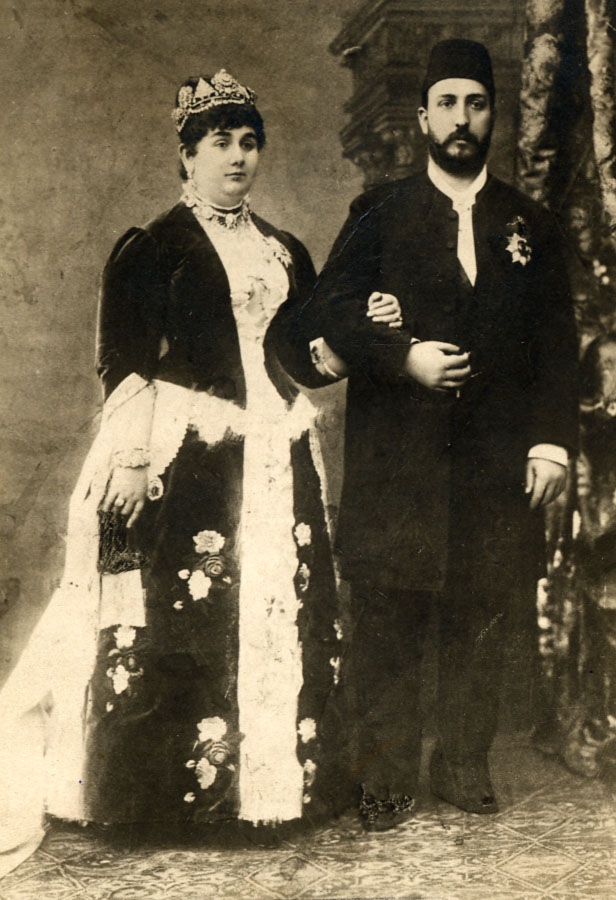
Эмине Ильхами и Тауфик-паша

16 января 1873 года Эмине Ильхами вышла замуж за двоюродного брата своего отца и сына египетского хедива Исмаила-паши Тауфика-пашу. В честь этого события хедив Исмаил устроил приём во дворце аль-Хильмия, на котором присутствовали государственные министры и ведущие религиозных деятели. После свадьбы Ильхами и Тауфика-паши в течение 3 недель был проведены свадьбы Хусейна Камиля и Фатимы Ханым, брата и сестры паши.
В браке Эмине родила пятерых детей:
- Аббас II Хильми (1874—1944)[11] — хедив Египта, был дважды женат и имел 6 сыновей[12].
- Мухаммед Али (9 ноября 1875, Каир — 18 марта 1955, Лозанна, Швейцария) — 25 ноября 1941 года женился на Сюзанн Хемон[7].
- Назлы Ханым (1873—1879, Каир)
- Фахруниса Хадидже Ханым-эфенди (2 мая 1879, Каир — 22 февраля 1951, Каир/Хелуан) — 31 января 1895 года вышла замуж за Мухаммеда Аббаса Халим-пашу в Константинополе. В семье родился один ребёнок[7].
- Ниматуллах Ханым (4 ноября 1881, Каир — 1966) — 8 января 1896 года вышла замуж за Мухаммеда Аббаса Халим-пашу в Константинополе. В 1903 году развелась с ним. 5 мая 1904 года вышла замуж за Хусейна Камалуддина-пашу. У Ниматуллах родился, по крайней мере, один ребёнок[7].

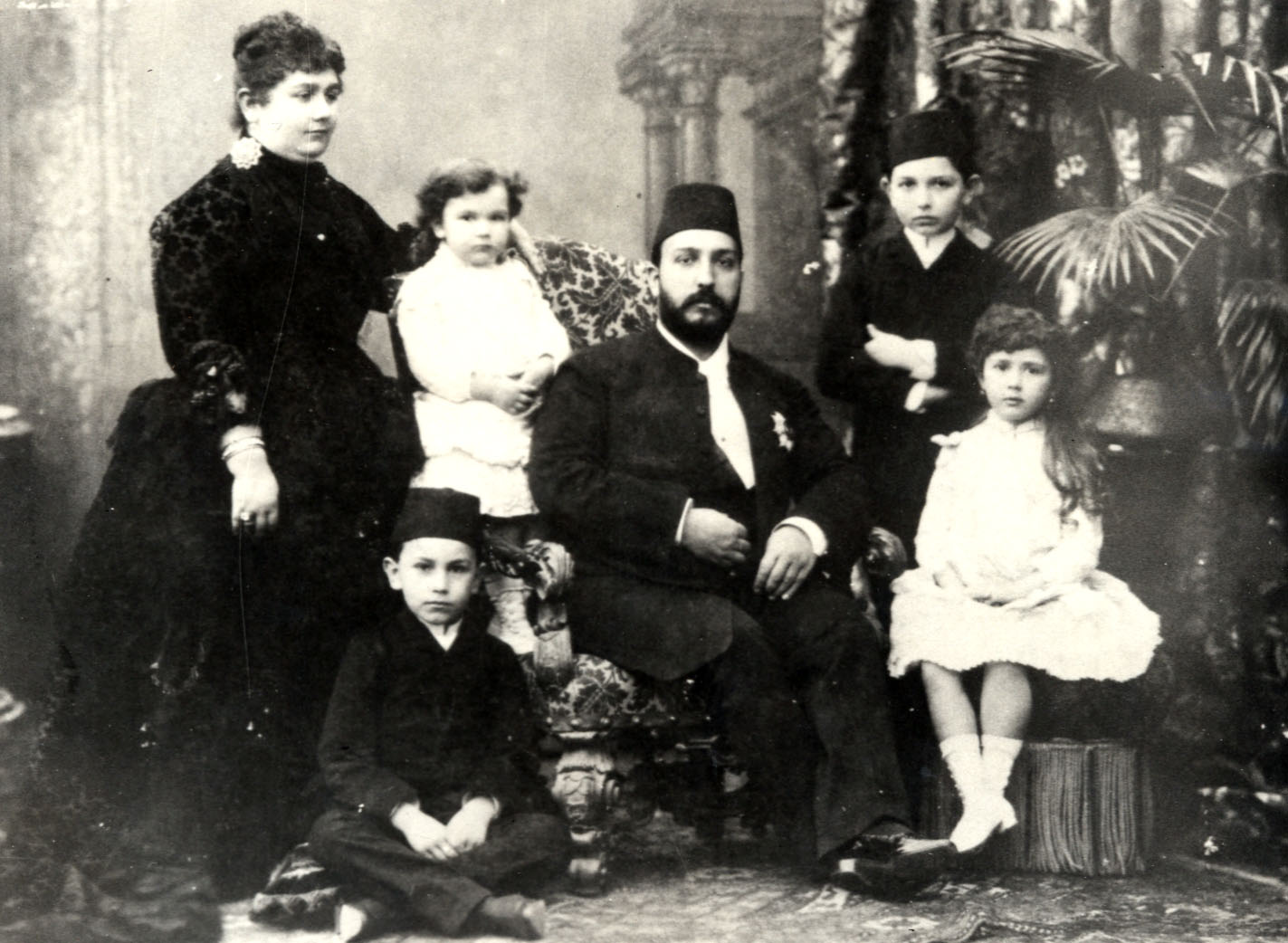
Эмине Ильхами и Тауфик-паша с детьми

После восшествия Тауфика-паши на египетский престол в 1879 году Эмина стала играть более заметную общественную роль, чем предыдущие хедивы. Тауфик отказался от традиции конкубината и многожёнства и сделал Эмине своей единственной супругой. В арабской прессе Эмине называли «женой Хедива» (Haram al-Khidiwi), а во французской и английской — вице-королевой и хедивой. После смерти матери Тауфика-паши и его бабушки по отцовской линии в 1884 и 1886 годах Эмине стала главной женщиной в семье.

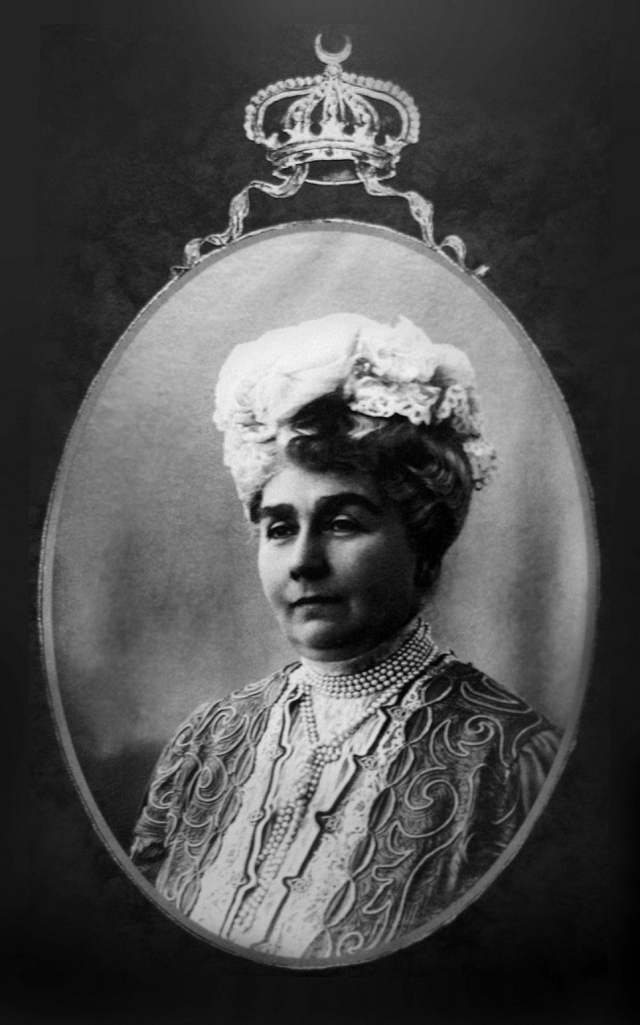
Эмине Ильхами в старости

7 января 1892 года после смерти Тауфика их сын Аббас Хильми-паша унаследовал трон. Эмине получила титул валиде-паши, который даётся матерям правителей. В качестве валиде-паши Эмине продолжала играть дипломатическую роль.
Эмине держала рабов до Первой мировой войны. Несмотря на то, что её муж заявлял о неприятии рабства, Эмина руководила гаремом рабынь, трёх из которых отдала Аббасу. Несмотря на то, что она порвала с некоторыми традициями гарема (например, разрешение показать свой портрет в 1923 год), Эмине продолжала следовать культуре гарема до конца своей жизни. Она учредила обширный фонд (Вакф), который частично занимался выплатами пенсий 60 бывшим рабам, включая десяти евнухам. Большинство получателей были женщинами, некоторые из них были замужем или являлись вдовами. Скорее всего, другие, такие как её главная служанка леди Камар оставались у Эмине на службе до самой её смерти в 1931 году. 30 октября 1912 года египетская газета «Аль-Ахрам» опубликовала список имён членов египетской королевской семьи, которые сделали пожертвования Османскому Красному Полумесяцу. В списке была валиде-паша, которая пожертвовала 2000 египетских фунтов. Благодаря частым пожертвованиям на благотворительность, Эмине получила прозвище «Умм аль-Мухсинин», которое переводится как «Мать милосердия».
19 июня 1931 года Эмине умерла в своём доме в районе Бебек, Стамбул, и была похоронена в мавзолее хедива Тауфика в Каире.